# Turquía en los Juegos Olímpicos de Helsinki 1952
Turquía estuvo representada en los Juegos Olímpicos de Helsinki 1952 por un total de 51 deportistas masculinos que compitieron en 4 deportes.

## Medallistas
El equipo olímpico turco obtuvo las siguientes medallas:
| Nombre       | Deporte     | Competición |
| ------------ | ----------- | ----------- |
| Oro          |             |             |
| Hasan Gemici | Lucha libre | 52 kg M     |
| Bayram Şit   | Lucha libre | 62 kg M     |
| Plata        |             |             |
| —            |             |             |
| Bronce       |             |             |
| Adil Atan    | Lucha libre | 87 kg M     |